# بورجارو تورینز
بورجارو تورینز (به ایتالیایی: Borgaro Torinese) یک کومونه در ایتالیا است که در استان تورین واقع شده‌است.

## خصوصیات
بورجارو تورینز ۱۴٫۴ کیلومترمربع مساحت و ۱۳٬۵۰۲ نفر جمعیت دارد.